# Jiří Chadima
Jiří Chadima (* 6. června 1923 Praha) je český malíř a grafik.

## Život
Jiří Chadima se narodil v Praze jako druhorozený syn v rodině vojáka – legionáře. Otec i matka vzešli ze skromných poměrů a měli silné sociální cítění. Matka jako sirotek vyrůstala u tety, která měla šestnáct dětí. Otec byl vychován v katolickém sirotčinci v Praze na Malé Straně. Roku 1914 narukoval do armády a sloužil v Tyrolském Tridentu. Během války přešel k československým legiím, se kterými se vrátil z Vladivostoku až roku 1920. V době, kdy ukončil Jiří Chadima základní školu, byla v Biskupské ulici 12 otevřena pokusná střední škola – reálné gymnásium Atheneum, kde zahájil svá středoškolská studia. Škola fungovala jen krátce (1936–1941), ale tamější profesor výtvarné výchovy František Sembdner (absolvent krajinomalby u profesora Otakara Nejedlého) v něm probudil umělecké sklony, a tím ovlivnil jeho životní dráhu. Krátce pak studoval na dejvickém gymnáziu a poté na Státní grafické škole v Praze (1943–1944) u profesora Zdeňka Balaše. Totálnímu nasazení v Říši se studenti vyhnuli prací v družstvu Dorka. Za války se Chadima roku 1944 zapojil do Zpravodajské brigády – podzemní organizace založené skauty, která předávala informace zahraničnímu odboji a v utajení prováděla základní vojenský výcvik. Roku 1945 byl přímým svědkem bombardování Prahy v okolí Karlova náměstí a se svým kamarádem Janem Ambrožem se později zúčastnil Pražského povstání.
Po válce pokračoval ve studiu na VŠUP v Praze u prof. Kaplického (1945–1949) a u prof. Fišárka (1954–1955). Roku 1945 se jako brigádník krátce zapojil do propagace nově založeného levicového Svazu mládeže. Roku 1946 pod vlivem silného sociálního cítění ve své rodině vstoupil do KSČ a později byl předsedou jedné ze stranických organizací v rámci Svazu československých umělců. Od roku 1949 do roku 1956 sloužil nedobrovolně prodlouženou službu v armádě, z toho poslední dva roky v Ústředním domě armády.
V letech 1967–1969 krátce „spolupracoval“ s rozvědkou, která se rozhodla zřídit v jeho ateliéru v Krymské ulici krycí adresu, kam posílala zprávy pro Chadimova někdejšího spolužáka ze střední školy, po válce majora rozvědky StB Josefa Němce, alias Drahonínského. V 60. letech patřil ve straně k reformnímu křídlu a roku 1968 byl delegátem pražské konference strany. Po Invazi vojsk Varšavské smlouvy do Československa roku 1968 vyjádřil nesouhlas s okupací a ocitl se na indexu. Při prověrkách byl vyloučen z normalizačního SČSVU i z Fondu výtvarných umění a vyškrtnut z KSČ. Od té doby se živil jako výtvarník na volné noze, zprvu užitým uměním, později volnou tvorbou.
Vystavoval jako host na členských výstavách SČUG Hollar. Od roku 1958 vystavoval obrazy a grafiku se skupinami Tvorba a Městská krajina v Hradci Králové. Od roku 1961 byl členem tvůrčí skupiny Radar (1960–1967) a členem Českého fondu výtvarného umění. Se členy Radaru vystavoval na téměř třiceti výstavách, naposled roku 1971 v Karlových Varech na výstavě s krycím názvem 25 malířů, sochařů a grafiků z Prahy. Připravená monografie skupiny Radar byla až na několik výtisků zlikvidována. V době normalizace, kdy kvůli vyloučení z Fondu výtvarných umění i politické aktivitě svého syna zprvu nesměl svá díla prodávat v oficiálních galeriích, objevili jeho dílo Japonci. Artcentrum pak umožnilo jeho výstavy v Tokiu a zprostředkovalo prodej Chadimových obrazů do zahraničí. V listopadu 1989 se podílel na činnosti Občanského fóra. Po roce 1989 byl spolu s dosud žijícími členy skupiny Radar krátce členem Jednoty umělců výtvarných.
Synem Jiřího Chadimy je hudebník a signatář Charty 77 Mikoláš Chadima (* 1952).

## Dílo
Jiří Chadima sloužil až do roku 1956 v armádě a po absolutoriu VŠUP pracoval jako knižní grafik pro Ústřední dům Československé armády, spolupracoval s časopisem Československý voják, realizoval knižní tituly nakladatelství Naše vojsko, Mladé fronty a dalších. V té době také ve spolupráci s kolegou Otto Sukupem vytvořil několik příruček pro vedoucí výtvarných kroužků při domě armády (1956), přehlídku lidové výtvarné tvořivosti vojáků v domě armády (1956) nebo techniku názorné agitace v armádě (1958). Do roku 1958 pracoval v oboru užité a knižní grafiky a propagační tvorby.
Roku 1958 se zúčastnil důležité generační výstavy Umění mladých výtvarníků Československa v brněnském Domě umění. Námětem Chadimových obrazů se stala zprvu průmyslová krajina v okolí Kladna – důl Hořkovec a Kladenské hutě. Koncem 50. let se zabýval především litografií a orientoval se na témata vycházející z městského prostředí, která pojednával realistickou formou s umírněnými prvky exprese a se zvláštní, osobitě snovou poetikou. Horizontální řez kompozicí grafik a maleb tvoří nejčastěji silueta železničního mostu, často se zdůrazněnými lampami nebo nábřežními boudami po stranách. Od roku 1960 tvořil také díla inspirovaná zadanými uměleckými úkoly v lokalitách těžařského Sokolovska a Mostecka (Haldy, Zakladač, 1962).
Od počátku 60. let byl členem Tvůrčí skupiny Radar, kam vstoupili i předváleční členové Skupiny 42 František Gross, František Hudeček a Ladislav Zívr. Tato skupina nevydala žádný manifest, ale navázala na podobný program, zaměřený na humanistické poslání výtvarného umění. Neměla svého výtvarného teoretika a tak i text V. Formánka ve společném katalogu skupiny z roku 1965 se zabývá obecnostmi a tvorbu jednotlivých členů nezmiňuje. Společným zájmem členů byla městská a průmyslová krajina a snaha o překlenutí mezi citovým životem člověka a zdánlivě neosobní moderní technikou. Jiří Chadima patřil od počátku ke spíše konzervativně orientovaným malířům Radaru. Některá dobová kritika označila jeho díla za průměrná.
Roku 1967 se zúčastnil skupinové výstavy Poezie města, která přesáhla téma města jako produkt industriální společnosti, ale zaměřila se na jeho historická zákoutí, životní prostředí s parky a zahradami a poklid říční navigace nebo ostrovů uprostřed řeky. Tato témata byla bližší jeho naturelu a stála na počátku jeho pozdější tvorby. Před koncem 60. let dospěl k abstraktnějšímu výrazu větším důrazem na grafickou traktaci plochy, linii a barvu. Roku 1967 se podílel ilustracemi spolu s dalšími členy Radaru na knize Tunel do pozítří (SNDK). V 60. letech spolupracoval s Ústřední půjčovnou filmů a tvořil pro ni propagační materiály.
Po rozpadu skupiny Radar v roce 1970 se Chadima vrátil k věrnějšímu a nestylizovanému zobrazení svých oblíbených motivů. Díky zesvětlení palety a důslednému užívání pastelových valérů nabyl jeho projev charakteru senzuálního realismu. Rozprašováním barvy přes sítko zahalil hotovou kompozici do jakéhosi oparu, která plně vyhovovala jeho záměru navození tajuplné, snové nálady. V následujících letech maloval zejména okolí Vltavy v Praze a pohledy na mosty, lodě a náplavky. Jeho obrazy se vyznačují zvláštní atmosférou a svou prostotou zbavenou nepodstatných detailů a harmoničností s blíží japonské krajinomalbě. Maluje převážně temperou na plátně nebo sololitu a jeho obrazy jsou snadno rozpoznatelné technikou i jemnou barevností, kterou jen občas naruší výraznější barevný akcent. Koncem 70. let natočil Krátký film dva dokumenty konfrontující Chadimovy lyrické motivy s reálnou skutečností.
Z hlediska historie umění jsou nejzajímavější jeho práce z 50. let, v nichž zachycuje město ve volné černobílé grafice, v níž ještě pracuje s reálným měřítkem a v duchu jakési lyrizované figurace. Později je ještě zajímavé období 60. let, kdy svůj výraz schematizoval do geometrizovanější podoby, a zobrazované předměty se měnily v konturou ohraničené znaky. Na konci 60. let si však Chadima osvojil stříkanou techniku a oblíbil jemné, pastelové barvy, a začal vytvářet díla, která už někdy spadají spíše do kategorie upomínkových pražských motivů.

### Zastoupení ve sbírkách (výběr)
- Galerie hlavního města Prahy
- Ministerstvo kultury
- Galerie moderního umění v Roudnici nad Labem
- Galerie moderního umění v Hradci Králové
- Galerie umění Karlovy Vary
- Městská galerie v Českých Budějovicích

### Výstavy

#### Autorské
- 1968 Jiří Chadima, Galerie Dílo Olomouc, Přerov
- 1969 Jiří Chadima: Obrazy všedního dne, Galerie Dílo Letná, Praha
- 1976 Jiří Chadima, Galerie Stein an Rhein, Švýcarsko
- 1977 Jiří Chadima, Galerie Dílo Centrum, Praha
- 1979 Chadima '79, Galerie Dílo Zlatá ulička, Praha
- 1980 Jiří Chadima, Galerie Slavia, Brémy
- 1981 Jiří Chadima, Galerie Towo, Tokio, Japonsko
- 1982 Jiří Chadima: Obrazy, grafika, Galerie Dílo, Praha
- 1983 Jiří Chadima: Obrazy a grafika, KASS Mariánské Lázně – Kolonáda, Mariánské Lázně
- 1983 Jiří Chadima, Art Center, Monako
- 1984 Jiří Chadima, Galerie Towo, Tokio, Japonsko
- 1986 Jiří Chadima: Obrazy, grafika, Galerie Dílo, Praha
- 1987 Jiří Chadima, Galerie Dílo, Hradec Králové
- 1998 Jiří Chadima, Galerie 33 – Bergman, Praha
- 2005 Jiří Chadima: Výběr z díla, Galerie Vltavín, Masarykovo nábřeží, Praha
- 2009 Jiří Chadima: Obrazy, Galerie ES Eliška Schránilová, Praha
- 2023 Jiří Chadima 100, Galerie Vltavín, Masarykovo nábřeží, Praha[18]

#### Kolektivní (výběr)
- 1945 Výstava studentů výtvarníků, Uměleckoprůmyslové museum, Praha
- 1957 Nová grafika členů Skupiny československých umělců grafiků Hollar, Galerie Hollar, Praha
- 1958 Nová grafika hostů Skupiny československých umělců grafiků Hollar, Galerie Hollar, Praha
- 1958 Členská výstava 1958, Galerie Hollar, Praha
- 1958–1959 Umění mladých výtvarníků Československa 1958. Obrazy a plastiky, Jízdárna Pražského hradu, Praha, Dům umění města Brna
- 1959 Nová grafika hostů SČUG Hollar, Galerie Hollar, Praha
- 1959 Výstava obrazů, kreseb, grafiky a plastik, Dům umělců, Hradec Králové
- 1959/1960 Nová grafika členů a hostů SČUG Hollar, Galerie Hollar, Praha
- 1961 Tvůrčí skupina Radar, Galerie Československý spisovatel, Praha
- 1961 Tvorba 61 (skupina Městská krajina), Kulturní dům ROH, Hradec Králové
- 1962 Zo súčasného českého maliarstva, Východoslovenská galéria Košice
- 1962 Tvorba 62 (skupina Městská krajina), Kulturní dům ROH, Hradec Králové
- 1963 Tvůrčí skupina Radar, Galerie Nová síň, Praha
- 1963 Tvůrčí skupina Radar: Obrazy, grafiky, plastiky a fotografie, Východočeská galerie, Pardubice, GVU Ostrava
- 1964 Tvůrčí skupina Radar, Mánes, Praha
- 1964 Tvůrčí skupina Radar, České Budějovice
- 1964 Pintura Checoslovaca: Radar, Palacio de Bellas Artes, Havana
- 1965 Tvůrčí skupina Radar, Galerie umění Karlovy Vary
- 1966 Radar 66, Orlická galerie v Rychnově nad Kněžnou
- 1967 1. pražský salon, Bruselský pavilon, Praha
- 1967 Tvůrčí skupina Radar, Mánes, Praha
- 1967 Poezie města, Galerie Československý spisovatel, Praha
- 1969 2. pražský salón obrazů, soch a grafik, Dům U Hybernů, Praha
- 1969 Skupina Radar, Káhira, Alexandria, Egypt
- 1971 25 malířů, sochařů a grafiků z Prahy, Galerie umění Karlovy Vary
- 1972 Mizející krajina očima pražských výtvarníků (výsledky úkolové akce ČFVU), Galerie U Řečických, Praha
- 1978 Umění vítězného lidu. Přehlídka současného československého výtvarného umění k 30. výročí Vítězného února, Jízdárna Pražského hradu, Praha
- 1988 Lidé – život – práce. Výtvarná díla ze sbírek Ústřední rady odborů, Mánes, Praha
- 1994 Tvůrčí skupina Radar, Galerie Vltavín, Masarykovo nábřeží, Praha
- 2004 JUV po 100 letech, Galerie Nová síň, Praha
- 2005/2006 Něco z Radaru, Galerie Mona Lisa, Olomouc

### Disertace
- Kateřina Tučková, Skupina RADAR, doktorská disertační práce, ÚDU FF UK Praha 2014 on-line

### Katalogy
- Chadima '79, Galerie Dílo, Praha 1979
- Jiří Chadima: Obrazy, grafika, Galerie Dílo, Praha 1982
- Jiří Chadima: Obrazy, grafika, Galerie Dílo Zlatá ulička, Praha 1986
- Jiří Chadima: Obrazy, grafika, 150 s., Regulus, Praha 2015, ISBN 978-80-905508-2-7

### Memoáry
- Jiří Chadima, Obrazy ze vzpomínek, 272 s., Profi Art Publishing, Praha 2017, ISBN 978-80-905508-4-1

### Souborné katalogy a publikace
- Vlastimil Rada, Student Painter's and Sculptor Exhibition, Mladá fronta, a.s., 1945
- Karel Štika, Nová grafika členů a hostů Skupiny čs. umělců grafiků Hollar, SČUG Hollar 1957
- Josef Císařovský, Umění mladých výtvarníků Československa 1958, ÚV ČSM 1958
- Skupina Radar 1961 (Bartoš Bláha Foll Gross Hudeček Chadima Kovářík Kubík Mikula Mikulová Mlčoch Prošek Rotrekl Skála Stanovský Sukup Vašta Zívr), SČVU 1961
- Tvorba 62, Kulturní dům ROH, Hradec Králové 1962
- Tvůrčí skupina Radar (Výstava obrazů, grafik, fotografií, plastik), 16 s., Východočeská galerie, Pardubice 1963
- Radar Mánes 1964 (Bartoš Bláha Foll Gross Hudeček Chadima Kovářík Kubík Malát Mikula Mikulová Mlčoch Prošek Rotrekl Říha Skála Stanovský Sukup Šafranka Vašta Vodička Wielgus Zívr Zouplna), 28 s., Mánes, Praha 1964
- Radar, Český fond výtvarných umění 1964
- Pintura Checoslovaca: Radar, Palacio de Bellas Artes, Havana 1964
- Luboš M. Hlaváček, Radar 66, 28 s., Svaz československých výtvarných umělců 1966
- Radar 67, 24 s., Svaz československých výtvarných umělců 1967
- I. pražský salon, 32 s., Svaz československých výtvarných umělců 1967
- Luboš M. Hlaváček, Poezie města, Svaz československých výtvarných umělců 1967
- Čeněk Pražák, II. pražský salon, 48 s., Dům U Hybernů, Praha 1969
- Vlastimil Fiala, 25 malířů, sochařů a grafiků z Prahy, 28 s., Galerie umění Karlovy Vary 1971
- Václav Formánek, Radar (Anatomie tvůrčí skupiny), 42 s., Odeon, nakladatelství krásné literatury a umění, n.p., Praha 1971
- Mizející krajina očima pražských výtvarníků, Výsledky úkolové akce ČFVU 1972
- Slovník českých a slovenských výtvarných umělců Ch–J, Výtvarné centrum Chagall, Ostrava 1999
- Jiří Davídek, JUV po 100 letech, 66 s., Jednota umělců výtvarných 2004